# 대잠수함전

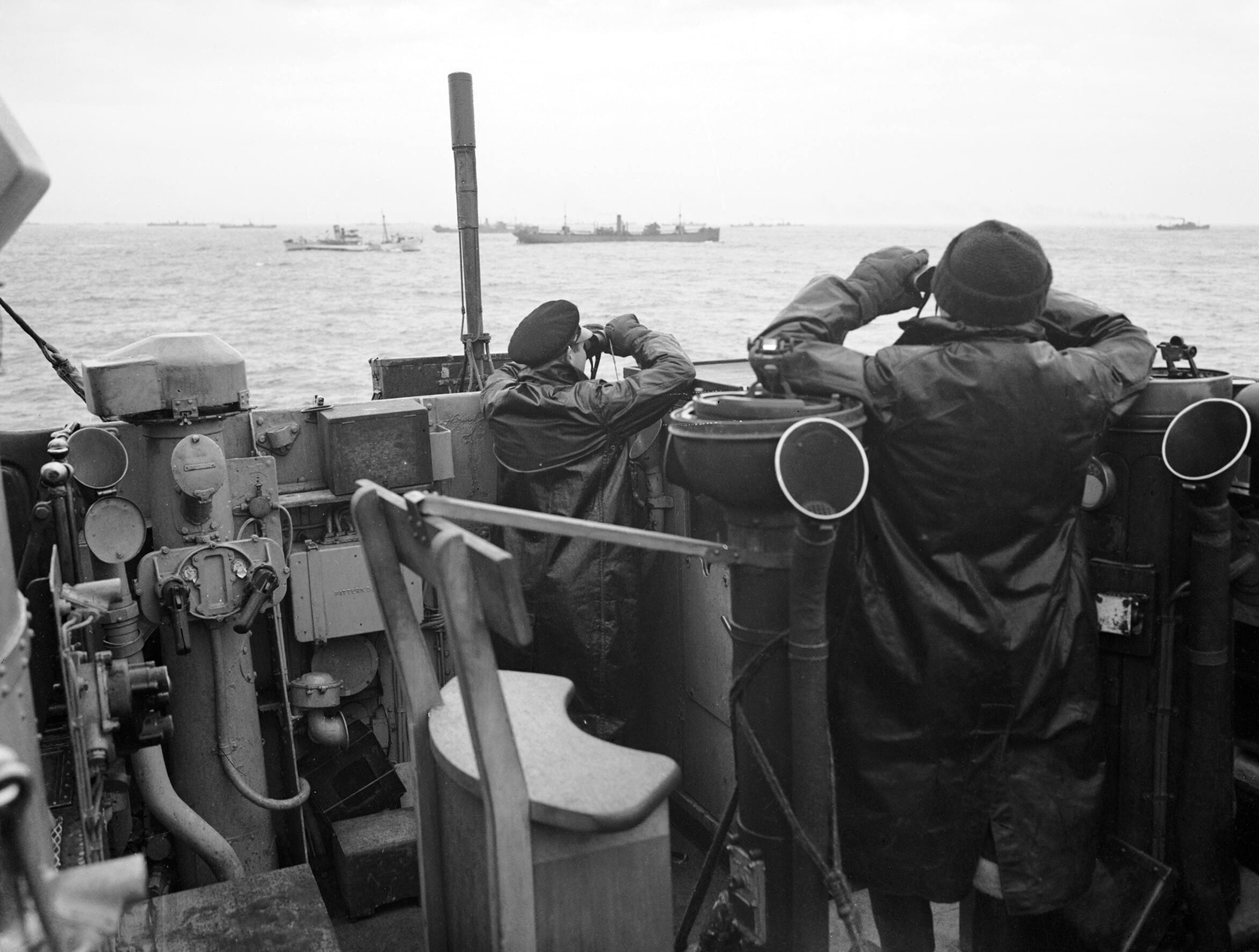
1941년 대서양 해전에 있어서의 대잠수함초계

대잠수함전(對潛水艦戰) 또는 대잠전(anti-submarine warfare, ASW)는 해전의 하나로 함선, 항공기, 인공위성이나 다른 잠수함을 사용해 발견한 다음 적의 잠수함을 파괴하는 전투이다.
다른 많은 해전과 같이 센서나 병기 기술의 진보, 연습, 경험, 행운이 승리를 가져온다. 특히, 최초로 발견하는 음파 탐지기의 역할은 크다. 대잠수함전에 있어서의 열쇠를 잡고 있다고 해도 과언은 아니다. 잠수함의 파괴에는 항공기나 수상함, 수중의 플랫폼으로부터 발사되는 어뢰나 수뢰가 사용된다. ASW는 동시에 함대를 호위 한다.

## 역사
잠수함에 의한 최초의 공격은 1776년의 남북 전쟁에 오늘로 말하는 어뢰라고 하는 것보다도 수뢰가 사용되었다고 일반적으로는 믿을 수 있고 있다. 최초의 자항식 어뢰는 1863년 수상함으로부터 발사되었다. 최초의 어뢰 탑재형 잠수함은 1886년 건조의 Nordenfeld II이다.
1904년부터 1905년의 러일 전쟁에 대하고 잠수함은 눈에 띈 기능을 하지 않았다.제1차 세계 대전에서는 300척 가까이의 잠수함이 운용되었다. 선박은 장갑으로 어뢰로부터 지켰다.

## 현대의 대잠수함전

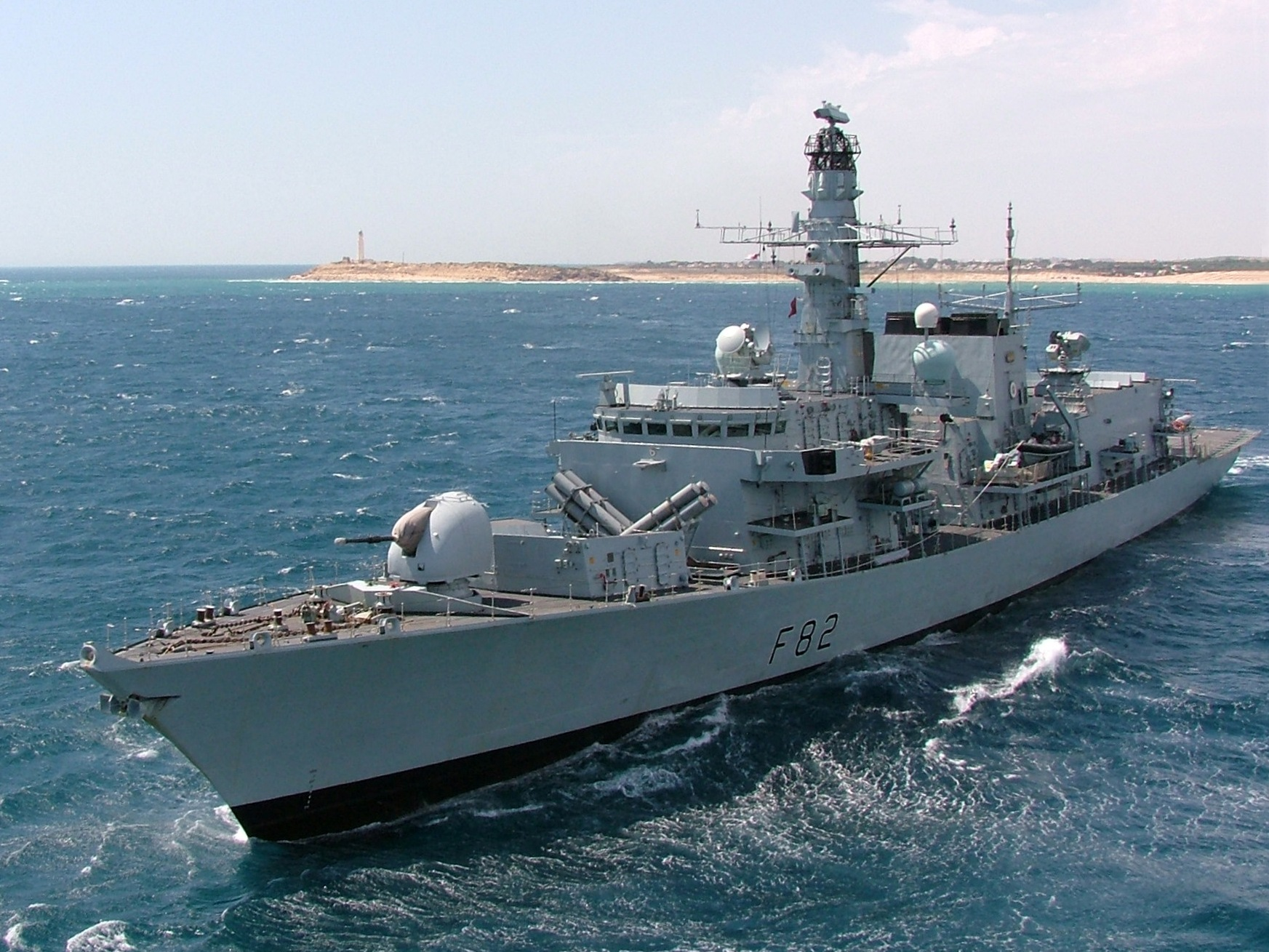
영국 왕립해군 23형 호위함은 대잠수함 선박이다.

군용 잠수함은 여전히 위협적이어서 대잠수함전은 여전히 해상 통제권을 얻는 열쇠가 된다. 탄도유도탄 잠수함을 무력화시키는 것은 핵심적인 동인이 되어 왔으며, 여전히 그러하다. 어쨌거나, 원자력이 아닌 동력으로 추진되는 잠수함은 중요성을 더해 왔다. 디젤-전기 추진 잠수함이 숫자상으로 압도적 우위를 점해 왔지만, 현재는 소형 잠수함의 내구성을 향상시키는 여러 대안적 기술이 있다. 예전에는 주로 심해 작전이 강조되었으나, 현재는 대잠수함전이 더욱 어려운 얕은 바다에서의 작전으로 바뀌었다.

## 같이 보기
- 대잠 무기